# Obrănești, Harghita
Obrănești (maghiară Ábránfalva) este un sat în comuna Ulieș din județul Harghita, Transilvania, România.

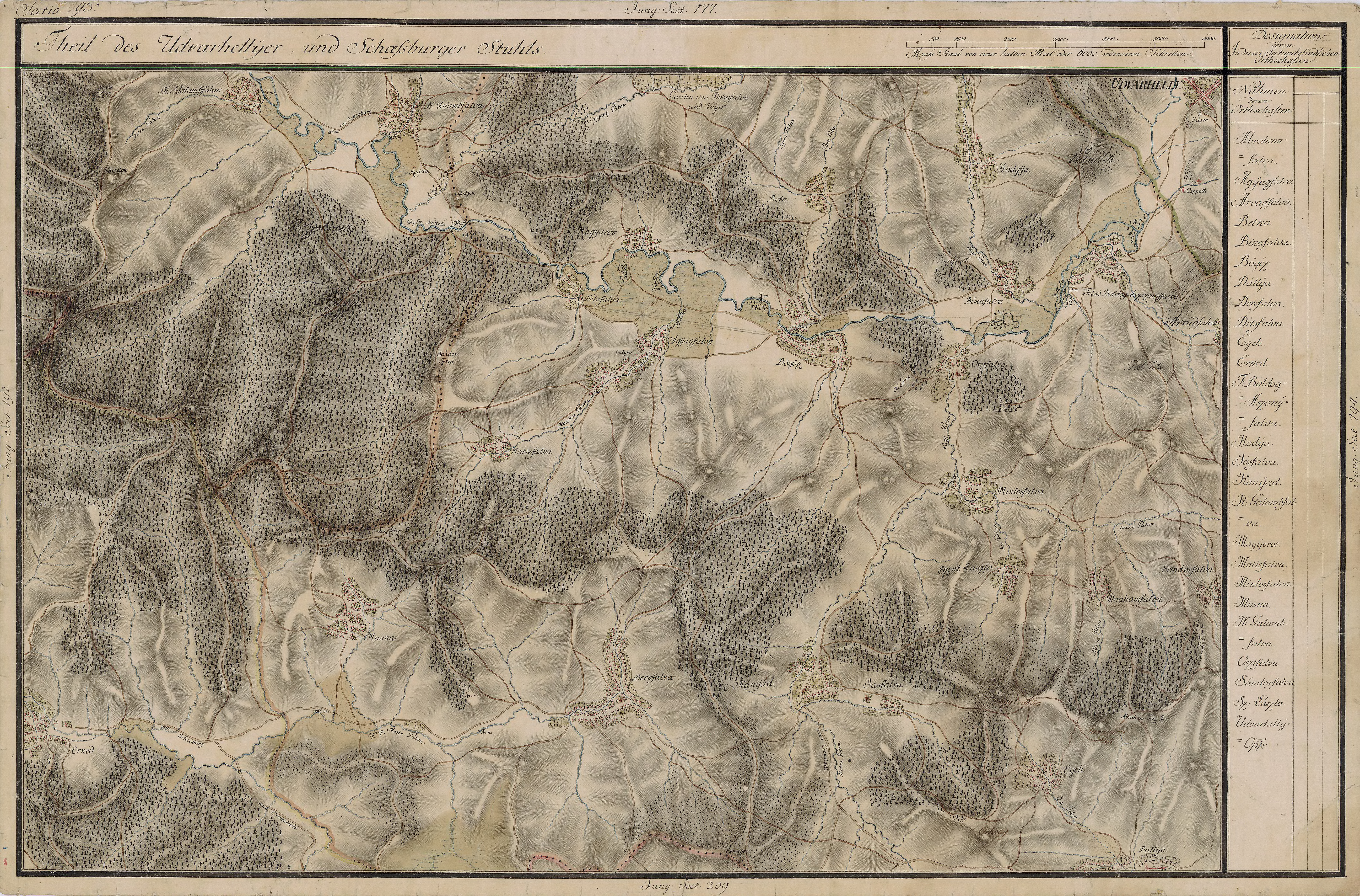
Obrănești în Harta Iosefină a Transilvaniei, 1769-1773

La sfârșitul secolului al XIX-lea a fost construită Biserica Reformată Orănești.
 Acest articol despre o localitate din județul Harghita este deocamdată un ciot. Puteți ajuta Wikipedia prin completarea lui.